# Гранат, Евгений Ефимович
Евгений Ефимович Гранат ( 6 ноября (или 22 октября) 1898, Орша Могилёвской губернии — 24 ноября 1959, Челябинск ) — советский педиатр, витаминолог. Доктор медицинских наук (1938), профессор (1948). Подполковник медицинской службы.

## Биография
Родился в семье земского врача Ефима Матвеевича (Хаима Мордуховича) Граната и его жены дантиста Хаи Беньяминовны Вайнберг.  В 1923 окончил медицинский факультет 1-го Московского медицинского института. Был оставлен ординатором, затем ассистентом клиники детских болезней 1-го МГУ. С начала 1935 ассистент детской клиники в Ивановском медицинском институте. Некоторое время возглавлял кафедру педиатрии Томского Государственного института усовершенствования врачей. В 1936–49 – заведующий кафедрой детских болезней (в 1936-38 — зам. директора) Дальневосточного (Хабаровского) медицинского института. В дальнейшем был заведующим кафедрой педиатрии и профессором Новосибирского института усовершенствования врачей (1949-1952) и заведующим кафедрой детских болезней Челябинского медицинского института (1956-1959).

## Семья
- Отец — Гранат Ефим Матвеевич (Хаим Мордухович) (1864, Могилёв — 1908) — земский врач Порховского уезда[2].
- Брат — Гранат Николай Ефимович (1901, Порхов — 2000) — советский акушер-гинеколог[3].

## Научные труды
- «Бурятские дети». М., 1931;
- «Лечение цинги ягелем»(Cetratia си-calata), «Вопросы питания»., IV, 5, 1935;
- «Об устойчивости витамина С при температурах ниже нуля». «Антискорбутные свойства замороженных лимонов». «Вопросы питания.», V, 2, 1936;
- «Противоцинготное действие ягеля», (докторская диссертация) 1938.
- «Витамин С». Хабаровск, 1938;
- «Противоцинготное действие ягеля». Тез. дисс, Ленгорлит, 1938.
- «Вопросы педиатрии» : сб. ст. Сб. 2 / Хабар. мед. ин-т ; под ред. Е. Е. Гранат. - Хабаровск : [б. и.], 1941.
- «Заразные болезни детей и меры по их предупреждению». Новосибирск, 1951;
- «Тканевая терапия некоторых заболеваний у детей». Челябинск, 1959.